# Галетти, Карло
Карло Галетти (итал. Carlo Galetti; 26 августа 1882, Корсико — 2 апреля 1949, Милан) — итальянский велогонщик, трёхкратный победитель Джиро д’Италия.

## Карьера
Карло Галетти был одним из самых успешных гонщиков своего времени. Он  два раза выиграл Джиро ди Сицилия (1907 и 1908), три раза Милан — Рим (1906, 1911 и 1918), один раз Рим — Неаполь — Рим (1906) и трижды участвовал в Тур де Франс.
Наибольший успех снискал в Джиро д’Италия, в котором принимал участие 8 раз, победил в финалах 1910 и 1911, а в 1912 году в составе команды «Team Atala».